# Draft WNBA 2018
2017 2019
La draft WNBA 2018 est la cérémonie annuelle de la draft WNBA organisée le 12 avril 2018 lors de laquelle les franchises de la WNBA choisissent les joueuses dont elles pourront négocier les droits d’engagement. Les joueuses disputant leur première saison professionnelle sont appelées rookies.
Le choix s'opère dans un ordre déterminé par le classement de la saison précédente, les équipes les plus mal classées sur les deux dernières saisons obtenant les premiers choix. Sont éligibles les joueuses américaines ou scolarisées aux États-Unis allant avoir 22 ans dans l'année calendaire de la draft, ou diplômées ou ayant entamé des études universitaires quatre ans auparavant. Les joueuses « internationales » (ni nées ni ne résidant aux États-Unis) sont éligibles si elles atteignent 20 ans dans l'année suivant la draft.
En décembre 2017, la WNBA annonce une modification des règles des transferts applicable dès février 2018 : les franchises pourront maintenant échanger sans restriction leurs choix de premier tour (y compris en ne gardant aucun choix) alors qu'elles devaient jusqu'ici toutes garder un choix au premier tour.

## Loterie de la draft
| Équipe                                  | Bilan 2016-2017 | Bilan 2017 | Chances à la loterie | Choix | Choix | Choix | Choix | Choix |
| Équipe                                  | Bilan 2016-2017 | Bilan 2017 | Chances à la loterie | 1er   | 2e    | 3e    | 4e    |       |
| --------------------------------------- | --------------- | ---------- | -------------------- | ----- | ----- | ----- | ----- | ----- |
| Aces de Las Vegas                       | 15-53           | 08-26      | 44,2 %               |       |       |       |       |       |
| Fever de l'Indiana                      | 26-42           | 09-25      | 27,6 %               |       |       |       |       |       |
| Sky de Chicago (via le Dream d'Atlanta) | 29-39           | 12-22      | 17,8 %               |       |       |       |       |       |
| Sky de Chicago                          | 30-38           | 12-22      | 10,2 %               |       |       |       |       |       |
| en jaune l’équipe désignée.             |                 |            |                      |       |       |       |       |       |

La 17e loterie se tient à Secaucus (New Jersey) le 13 novembre et est diffusée sur ESPN2 qui la programme pour la 6e fois. Le choix d'Atlanta est exercé par Chicago, en vertu d'un transfert en date du 31 juillet par lequel le Sky envoyait Imani Boyette et Tamera Young au Dream en échange de Jordan Hooper et du choix de premier tour du Dream.
Pour la seconde année consécutive, l'équipe des Stars relocalisée à Las Vegas remporte la loterie.

## Joueuses invitées
Dix joueuses sont invitées à assister à la cérémonie de la draft : Monique Billings	(UCLA), Lexie Brown (Duke), Jordin Canada (UCLA) Diamond DeShields (Tennessee/Cukurova) Kelsey Mitchell (Ohio State), Kia Nurse 	(Connecticut), Azurá Stevens (Connecticut), Victoria Vivians (Mississippi State), Gabby Williams (Connecticut), A’ja Wilson (South Carolina)

## Transactions
Juste après la draft, les Aces de Las Vegas et le Lynx du Minnesota concluent un accord envoyant la pivot sud-coréenne Ji-Su Park (17e choix) et l'arrière Khalia Lawrence (24e choix) du Minnesota contre l'ailière Jill Barta (32e choix) choisie par Las Vegas accompagnée du choix de deuxième tour des Aces de la draft WNBA 2019.

## Draft

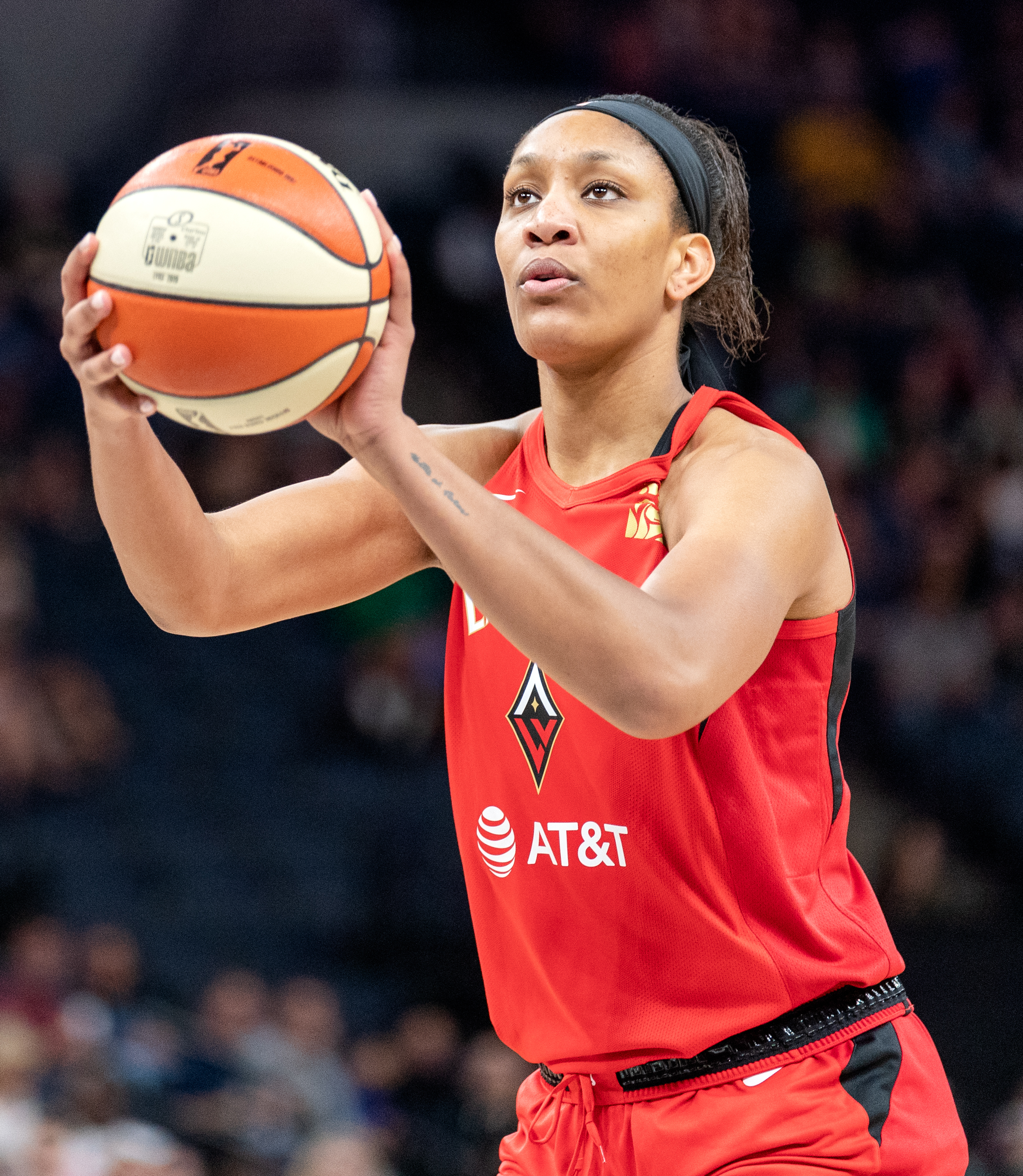
A'ja Wilson, 1er choix de la Draft 2018

### Légende
|   | Signale une joueuse qui a été intronisé au Basketball Hall of Fame                                                         |
|   | Signale une joueuse qui a été sélectionnée pour au moins un match annuel WNBA All-Star Game et une sélection All-WNBA Team |
|   | Signale une joueuse qui a été sélectionnée pour au moins un match annuel WNBA All-Star Game                                |
|   | Signale une joueuse qui a été sélectionnée pour au moins une sélection All-WNBA Team                                       |
| R | Signale la joueuse qui a remporté le titre de WNBA Rookie of the Year                                                      |

### Premier tour
| Choix | Nom               | Position      | Nationalité | Équipe                             | Provenance             |
| ----- | ----------------- | ------------- | ----------- | ---------------------------------- | ---------------------- |
| 1     | A'ja Wilson R     | Ailière       | États-Unis  | Aces de Las Vegas                  | South Carolina         |
| 2     | Kelsey Mitchell   | Meneuse       | États-Unis  | Fever de l'Indiana                 | Ohio State             |
| 3     | Diamond DeShields | Arrière       | États-Unis  | Sky de Chicago (via Atlanta)       | Tennessee              |
| 4     | Gabby Williams    | Ailière forte | États-Unis  | Sky de Chicago                     | Connecticut            |
| 5     | Jordin Canada     | Meneuse       | États-Unis  | Storm de Seattle                   | UCLA                   |
| 6     | Azurá Stevens     | Ailière forte | États-Unis  | Wings de Dallas                    | Connecticut            |
| 7     | Ariel Atkins      | Arrière       | États-Unis  | Mystics de Washington              | Texas                  |
| 8     | Victoria Vivians  | Arrière       | États-Unis  | Fever de l'Indiana (via Phoenix)   | Mississippi State      |
| 9     | Lexie Brown       | Arrière       | États-Unis  | Sun du Connecticut                 | Duke                   |
| 10    | Kia Nurse         | Meneuse       | Canada      | Liberty de New York                | Connecticut            |
| 11    | Maria Vadeïeva    | Pivot         | Russie      | Sparks de Los Angeles              | Dynamo Koursk (Russie) |
| 12    | Marie Gülich      | Pivot         | Allemagne   | Mercury de Phoenix (via Minnesota) | Oregon State           |

### Deuxième tour
| Choix | Nom                | Position      | Nationalité  | Équipe                                  | Provenance                       |
| ----- | ------------------ | ------------- | ------------ | --------------------------------------- | -------------------------------- |
| 13    | Jaime Nared        | Arrière       | États-Unis   | Aces de Las Vegas                       | Tennessee                        |
| 14    | Stephanie Mavunga  | Ailière forte | États-Unis   | Fever de l'Indiana                      | Ohio State                       |
| 15    | Monique Billings   | Ailière forte | États-Unis   | Dream d'Atlanta (via le Connecticut)    | UCLA                             |
| 16    | Kristy Wallace     | Meneuse       | Australie    | Dream d'Atlanta (via Chicago)           | Baylor                           |
| 17    | Park Ji-su         | Pivot         | Corée du Sud | Lynx du Minnesota (via Seattle)         | Cheongju KB Stars (Corée du Sud) |
| 18    | Loryn Goodwin      | Arrière       | États-Unis   | Wings de Dallas                         | Oklahoma State                   |
| 19    | Myisha Hines-Allen | Ailière       | États-Unis   | Mystics de Washington                   | Louisville                       |
| 20    | Tyler Scaife       | Arrière       | États-Unis   | Mercury de Phoenix                      | Rutgers                          |
| 21    | Raïssa Moussina    | Ailière forte | Russie       | Mercury de Phoenix (via le Connecticut) | UMMC Iekaterinbourg (Russie)     |
| 22    | Mercedes Russell   | Pivot         | États-Unis   | Liberty de New York                     | Tennessee                        |
| 23    | Shakayla Thomas    | Ailière       | États-Unis   | Sparks de Los Angeles                   | Florida State                    |
| 24    | Kahlia Lawrence    | Arrière       | États-Unis   | Lynx du Minnesota                       | Mercer                           |

### Troisième tour
| Choix | Nom                | Position      | Nationalité | Équipe                                        | Provenance                  |
| ----- | ------------------ | ------------- | ----------- | --------------------------------------------- | --------------------------- |
| 25    | Raigyne Louis      | Meneuse       | États-Unis  | Aces de Las Vegas                             | LSU                         |
| 26    | Imani Wright       | Arrière       | États-Unis  | Mercury de Phoenix (de Indiana via Las Vegas) | Florida State               |
| 27    | Mackenzie Engram   | Ailière       | États-Unis  | Dream d'Atlanta                               | Georgia                     |
| 28    | Amarah Coleman     | Arrière       | États-Unis  | Sky de Chicago                                | DePaul                      |
| 29    | Teana Muldrow      | Ailière forte | États-Unis  | Storm de Seattle                              | West Virginia               |
| 30    | Natalie Butler     | Pivot         | États-Unis  | Wings de Dallas                               | George Mason                |
| 31    | Rebecca Greenwell  | Meneuse       | États-Unis  | Mystics de Washington                         | Duke                        |
| 32    | Jill Barta         | Ailière       | États-Unis  | Aces de Las Vegas (via Phoenix)               | Gonzaga                     |
| 33    | Mikayla Cowling    | Ailière       | États-Unis  | Sun du Connecticut                            | California                  |
| 34    | Leslie Robinson    | Ailière       | États-Unis  | Liberty de New York                           | Princeton                   |
| 35    | Julia Reisingerová | Pivot         | Tchéquie    | Sparks de Los Angeles                         | Femeni Sant Adrià (Espagne) |
| 36    | Carlie Wagner      | Meneuse       | États-Unis  | Lynx du Minnesota                             | Minnesota                   |